# Tractor
Tractor ist eine englische Progressive-Rock-Band, die 1966 als The Way We Live gegründet wurde.

## Geschichte
Die Band wurde Ende der 1960er Jahre von Jim Milne und Steve Clayton aus Rochdale gegründet. Kleine Auftritte in der näheren Umgebung folgten. In einem Schlafzimmer nahmen sie auf zwei Cassettenrecordern ein Demotape auf, welches sie an John Peel schickten. Aus diesen Aufnahmen heraus entstand 1971 unter dem Bandnamen „The Way We Live“ die LP A Candle for Judith auf dem Dandelion-Label.
Bereits 1970 fand die Musik von Tractor in David Lynchs 35-minütigem Kurzfilm The Grandmother, der vor dessen erstem Spielfilm entstand,  Verwendung.
1972 änderte John Peel den Bandnamen auf Tractor und, ebenfalls auf Dandelion, erschien die gleichnamige LP. Allerdings war beiden Platten kein großer Erfolg vergönnt. So trennte sich das Duo auch wenig später.
Zu Beginn der 1980er Jahre gab es ein Comeback von Milne und Clayton wieder unter dem Namen Tractor. Jetzt jedoch nicht mehr als Duo, sondern mit Unterstützung von Dave Addison (Bass), Dave Goldberg (Keyboards) und Chris Hewitt.
Im Jahr 1990 wurde eine neue CD Worst Enemies produziert. Diese enthielt eine Sammlung aus unbekannten unter kleinen Indie-Labels erschienene Stücke sowie bislang unveröffentlichtes Material. Im Oktober 2006 veröffentlichte Tractor eine weitere CD: John Peel Bought Us Studio Gear and a P.A.

## Diskografie
Alben
- 1971: A Candle for Judith (als The Way We Live, Dandelion Records)
- 1972: Tractor (Dandelion Records)
- 1991: Worst Enemies (Sunflower Records)
- 2006: John Peel Bought Us Studio Gear and a P.A. (OZit-Morpheus Records)